# Windsor Bulldogs
Windsor Bulldogs byl poloprofesionální kanadský klub ledního hokeje, který sídlil ve Windsoru v provincii Ontario. V letech 1963–1964 působil v profesionální soutěži International Hockey League. Před vstupem do IHL působil v amatérské soutěži OHA Senior A League. Bulldogs ve své poslední sezóně v IHL skončily ve čtvrtfinále play-off. Své domácí zápasy odehrával v hale Windsor Arena s kapacitou 4 400 diváků.

## Úspěchy
- Vítěz Allan Cupu ( 1× )
  - 1963
- Vítěz OHA Senior "A" ( 2× )
  - 1961/62, 1962/63

## Přehled ligové účasti
Zdroj: 
- 1953–1963: Ontario Hockey Association Senior A League
- 1963–1964: International Hockey League